# Evglena
Evglena ali lepoočnica (znanstveno ime Euglena) je enocelični bičkasti evkariont, ki ga uvrščamo med evglenofite.
Na sprednjem delu celice ima žepek, v katerem sta dva bička, vendar iz žepka sega samo eden. Nima celične stene, celici daje trdnost sloj citoplazme pod celično membrano. Evglena je organizem z vzorčasto površino pelikule. Celica zaznava svetlobo z očesno ali rdečo pego (stigmo) in se premika proti viru svetlobe. Ima tudi krčljivo vakuolo s katero iztiska vodo iz telesa.
Evglena ima tudi mitohondrije in barvilo klorofil. Če ni svetlobe, prisotne pa so organske snovi, se lahko evglena prehranjuje heterotrofno. Kadar je svetlo, se prehranjuje kot rastlina. Takrat v njej poteka fotosinteza. V temi in kadar ima v okolju dovolj organske hrane, pa se prehranjuje kot žival. Hrano sprejema kar skozi telesno površino. Podobne prehranjevalne zmožnosti so značilne tudi za nekatere druge skupine alg. Znanstveniki zato menijo, da enoceličarjev ne moremo uvrstiti niti k rastlinam, niti k živalim, temveč v posebno kraljestvo protokstisov. 
Evglene se razmnožujejo nespolno, z vzdolžno delitvijo. V neugodnih razmerah pa se skrči in obda z močnim ovojem. Tako čaka na ugodnejše razmere. Evglena je hrana številnim drobnim živalim v mlaki. 

## Cvetenje alg
Kadar se alge čezmerno namnožijo, govorimo o »cvetenju«. Med organizmi, ki povzročajo vodno cvetenje, so tudi evglene. So del rastlinskega planktona.